# Föreningen Rädda Individen
Föreningen Rädda Individen (FRI) har fram till oktober 2010 varit en stödförening för vänner och anhöriga till personer som har gått med i vad organisationen kallar en “destruktiv rörelse”.  Organisationen skiljer på detta begrepp och på begreppet sekt, som de inte lägger någon negativ värdering i. Föreningen ombildades i oktober 2010 till en stiftelse, men fortsätter samma typ av arbete som innan. Den har i juli 2018 en aktiv webbplats men saknar kontaktuppgifter.
Föreningen initierades 1978 av medlemmar ur Svenska kyrkan Stockholm samt andra som räddade sektmedlemmar ifrån Scientologirörelsen. Några av tillskyndarna var bl. a. biskop Ingmar Ström i Stockholm och kriminalkommissarie Karl Gunnar Malmkvist. Medlemmar ur andra myndigheter samt anhöriga, tillika Olov Svedelid, engagerade sig i arbetet. Sedan det arbetet blev klart upphörde FRI, men återupptogs vid ombildningen 1984. Föreningen bestod då av anhöriga, och personer med egen erfarenhet av “destruktiva rörelser” (avhoppare). Föreningen har givit ut skriftserier för att upplysa om hur de anser att destruktiva rörelser fungerar, liksom medlemstidningen “FRI-brevet” med aktuell information om sådana frågor.